# 일리야 야신
일리야 발레리예비치 야신(러시아어: Илья́ Вале́рьевич Я́шин; 1983년 6월 29일 출생)은 블라디미르 푸틴에 반대하는 러시아의 정치인으로, 2012년부터 2016년까지 인민자유당(PARNAS)을 이끌었으며, 이후에는 모스크바 지부를 이끌었다. 그는 또한 크라스노셀스키구의 모스크바 시 의회 의장을 지냈으며, 2017년부터 2021년까지 크라스노셀스키구 대의원 평의회 의장을 역임했다.
야신은 2005년에 시민 청년 운동인 오보로나를 공동 설립했고, 이후 2008년에는 정치 운동 솔리다르노스트를 설립했으며, 여전히 이 운동의 지도자 중 한 명이다. 그는 반체제 인사들의 행진과 2011년~2013년 러시아 시위에 적극적으로 참여했다. 2012년에는 러시아 야당 조정 위원회에 선출되었다. 2022년 러시아의 우크라이나 침공 이후 정부의 야권 탄압이 증가하는 가운데, 일부에서는 야신이 출국하거나 투옥되거나 살해당하지 않은 야당 정치인 중 가장 큰 발판을 가지고 있다고 평가했다. 2022년 6월, 그는 체포되었고, 이후 2022년 러시아 전쟁 검열법에 따라 러시아 연방군에 대한 허위 정보를 유포한 혐의로 기소되었다. 2022년 12월, 그는 8년 6개월의 징역형을 선고받았다. 야신은 2024년 8월 2024년 앙카라 포로 교환의 일환으로 석방되었다.

## 생애

### 어린 시절과 교육
일리야 야신은 1983년 7월 29일 모스크바에서 러시아인 가정에서 태어났다. 러시아어와 문학을 심층적으로 공부하는 종합 학교와 미술 학교를 졸업한 후, 2000년에 그는 International Independent University of Environmental and Political Sciences 정치학과에 입학하여 졸업했다. 2005년에 그는 «현대 러시아의 시위 조직 기술»이라는 제목의 논문을 옹호했다. 2007년부터 야신은 경제학 고등 학교 응용 정치학과에서 공부했다.

### 정치 경력

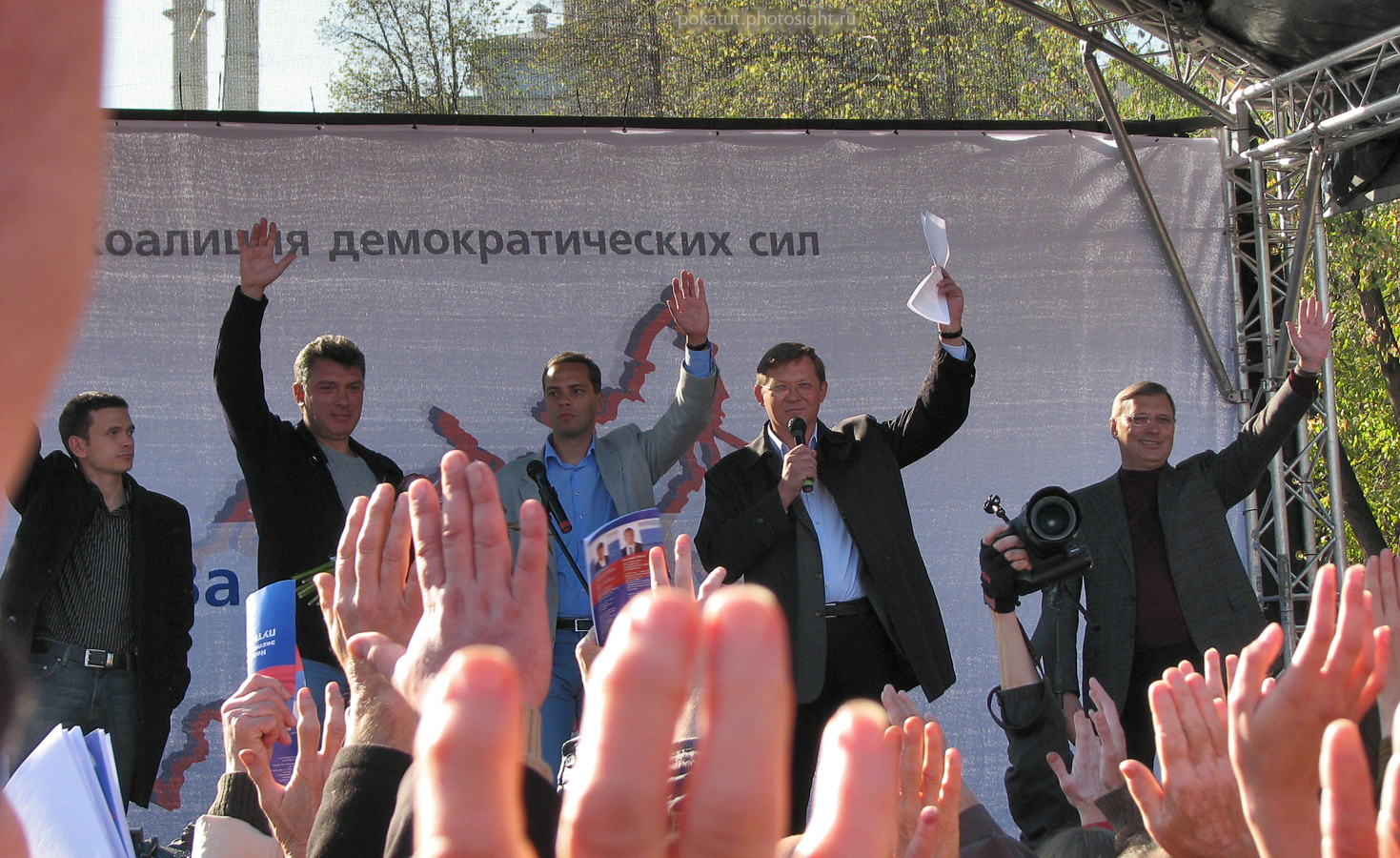
2010년 10월 9일 보리스 넴초프, 블라디미르 밀로프, 블라디미르 리즈코프, 미하일 카시야노프와 함께 야당 회의에 참석한 야신

그는 2001년부터 2008년까지 러시아 통일민주당 청년부 지도자로 활동하며 대규모 시위를 조직하고 언론에 그들의 주장을 발표했다. 그러나 2008년 솔리다르노스트의 적극적인 구성원이 되면서, 러시아 통일민주당은 그를 "정치적 피해를 야기했다"는 이유로 제명했다. 야신은 2005년에 모스크바 의회에 출마했으며, 이후 보리스 넴초프의 측근이 되었다.
솔리다르노스트에 가입한 후, 야신은 보리스 넴초프, 가리 카스파로프 및 다른 저명한 야당 인사들과 함께 운동의 연방 정치 평의회 및 국에 선출되었고, 이어서 SPS 및 통합 시민 전선 회원들이 합류했다.
2009년 봄, 야신은 소치 시장 선거에서 넴초프의 선거본부를 이끌었다. 투표 결과에 따르면 넴초프는 13.6%의 득표율을 기록했고, 야신은 조기 투표 및 자택 투표에서 대규모 부정행위, 투표소에서의 표 조작 및 참관인에 대한 압력을 보고했지만, 공식 결과조차도 충분히 높다고 불렸다.
같은 해 7월, 솔리다르노스트는 모스크바 시 두마 선거에 야신을 다른 후보들과 함께 지명했지만, 선거 위원회는 그를 지지하기 위해 수집된 서명 100%를 무효라고 인정했다. 이유는 서명지의 형식이 현행 법률과 일치하지 않는다는 주장이었다. 야신은 선거에서 제외되었다. 이후 다른 솔리다르노스트 대표들도 등록이 거부되었다.
야신은 야당 집회에서 열정적인 연설로 유명하다. 그는 집회의 자유를 위한 전략-31 캠페인의 적극적인 참여자이다. 2005년, 그는 블라디미르 푸틴 대통령을 지지하는 나시 운동에 반대하는 발언을 했다.
솔리다르노스트 운동의 일원으로서, 그는 2010년 1월과 8월 칼리닌그라드에서 열린 반정부 집회에 참여했다. 2010년 12월 31일, 야신은 모스크바에서 전략-31을 위한 또 다른 집회에 참여하다 체포되었다. 그는 경찰서로 연행되어 15일간 구금되었다. 그는 이후 러시아 경찰에 의해 증거가 조작되었다고 주장한다. 국제앰네스티는 그를 보리스 넴초프와 콘스탄틴 코시아킨과 함께 양심수라고 선언했다.
2011년 12월 5일, 야신과 야당 인사 알렉세이 나발니는 허가받지 않은 채 루뱐카 광장으로 행진했고, 그곳에서 경찰에 의해 구금되었다. 야신은 또한 2011년 12월 10일과 24일, 2012년 2월 4일과 3월 5일에 집회를 조직하고 참여했다. 2012년 2월, 야신과 활동가들은 크렘린궁 앞 소피아 제방에 "푸틴, 가라"는 문구가 적힌 140미터짜리 현수막을 걸었는데, 경찰관들이 이를 제거하는 데 한 시간 이상이 걸렸다.
2012년 10월 22일, 야신은 러시아 야당 조정 위원회 선거에서 32.4천 표를 얻어 5위를 차지했으며, 평의회 위원이 되었다. 이 평의회는 야당 세력의 행동을 조정하고 정치적 요구를 제시하는 합법적인 기구로 설계되었으며, 평의회 위원의 임기는 1년으로 제한되었다. 그해 말까지 많은 참가자들이 협회에서 탈퇴했고, 다른 사람들은 환멸을 느끼고 작업을 계속하는 것을 거부했다.
야신은 2012년 10월 27일 우크라이나 키이우에서 야당 활동가 레오니트 라즈보자예프가 납치 및 고문을 당했다는 의혹이 제기된 후, 라즈보자예프를 대신하여 모스크바 시위에 참여하려던 중 세르게이 우달초프와 알렉세이 나발니와 함께 체포되었다. 이 세 명은 공공질서 위반 혐의로 기소되었으며, 최대 30,000 루블(미화 1,000달러)의 벌금 또는 50시간의 사회봉사를 선고받을 수 있었다.
2016년 2월 23일, 야신은 경찰과 방해꾼들의 괴롭힘에도 불구하고 체첸 지도자 람잔 카디로프를 비판하는 보고서를 발표하며 그를 러시아 국가 안보에 위협적인 존재로 규정하고 사임을 요구했다. 이 보고서는 카디로프가 야당 활동가와 연방 법 집행 공무원에 대한 폭력을 조장하고, 그의 호화로운 생활 방식과 부패, 그리고 개인 군대 건설을 강조했다.

### 모스크바 시의원

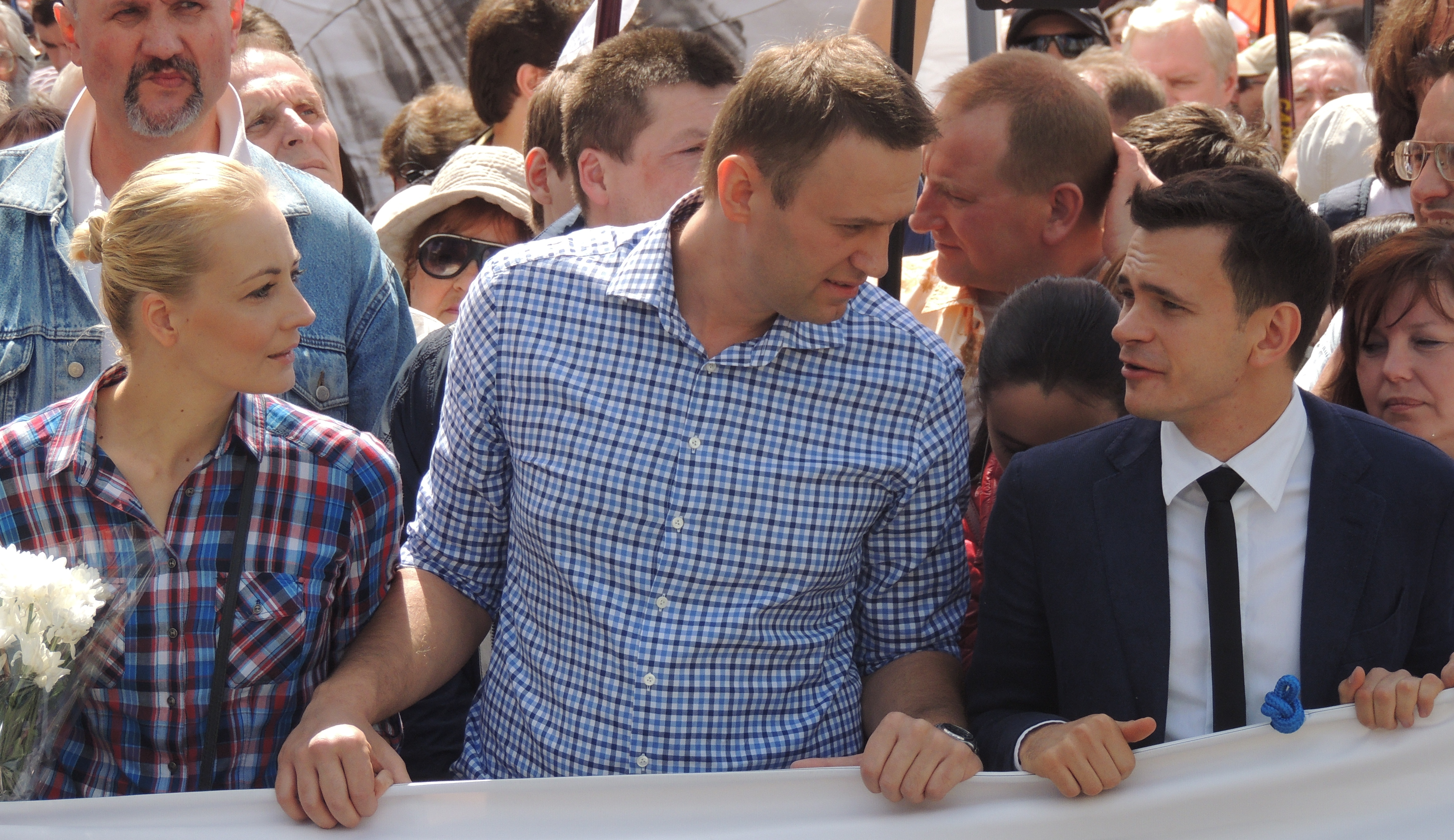
2013년 6월 12일 모스크바 야당 집회에 참석한 알렉세이 나발니, 그의 아내 율리야 나발나야 그리고 일리야 야신

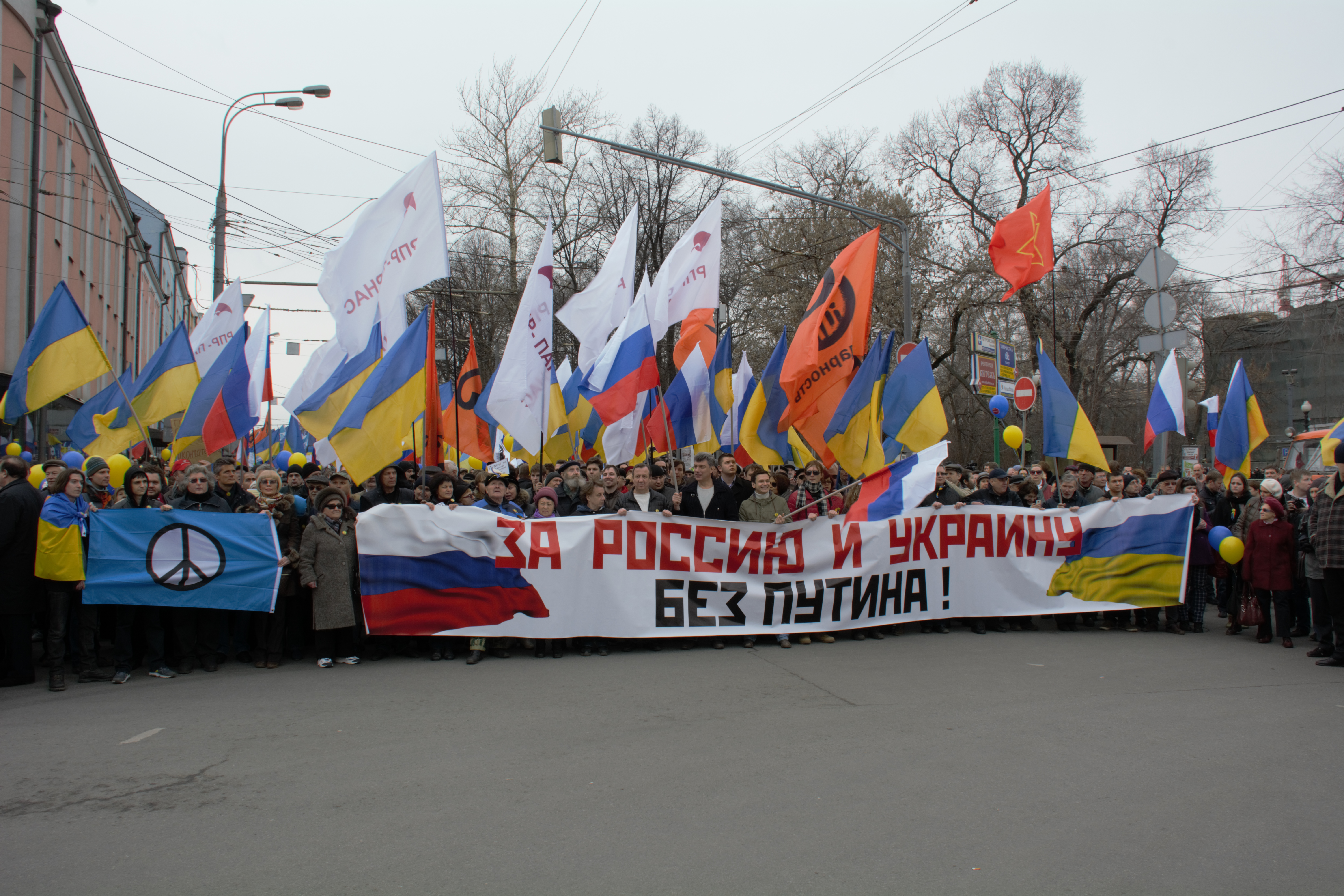
2014년 3월 15일 러시아의 크림반도 합병에 반대하는 시위에 참석한 보리스 넴초프와 일리야 야신

2021년 3월 13일 모스크바에서 열린 "지방 러시아" 포럼에서 안드레이 피보바로프와 예브게니 로이즈만과 함께 야신

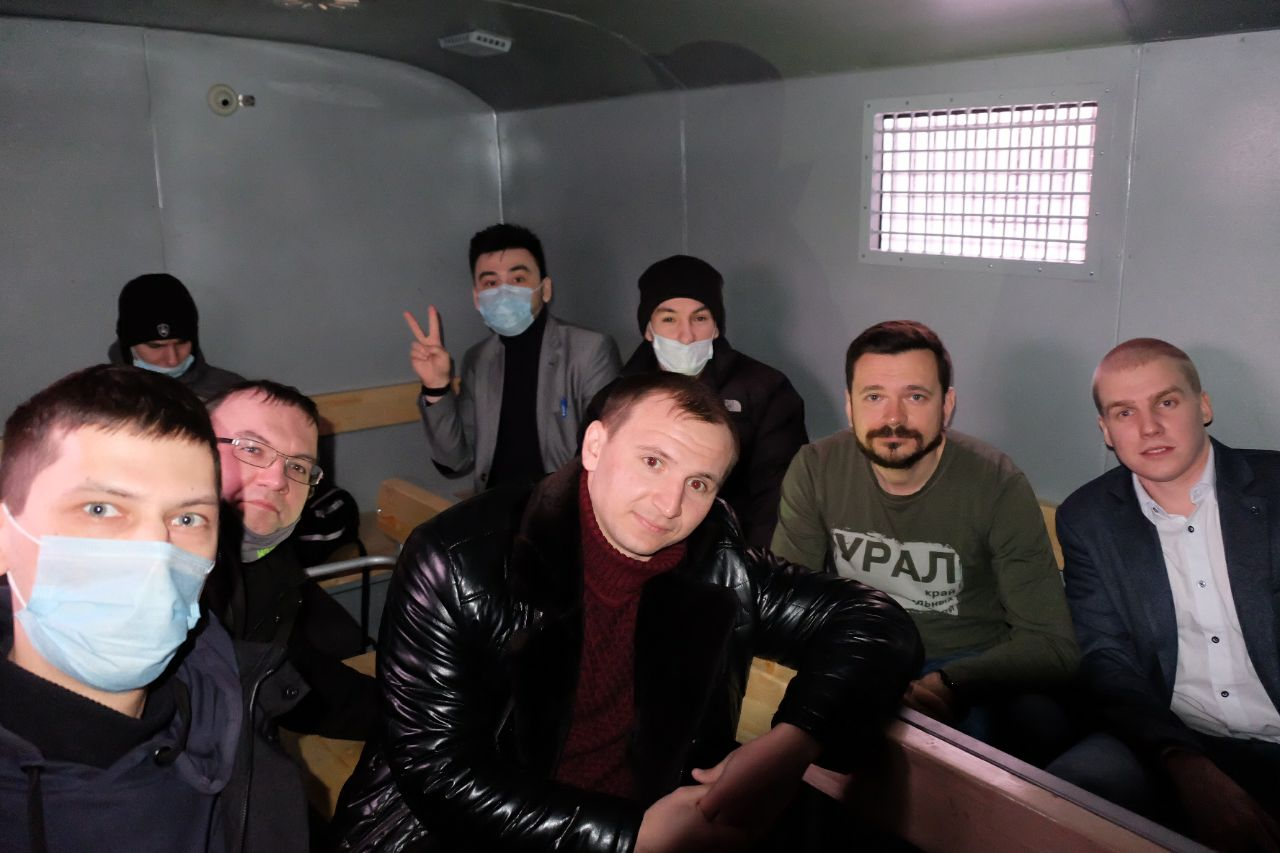
2021년 러시아 시위 중 구금된 후 경찰차에 타고 있는 야신

2017년 9월 10일 야신은 모스크바 크라스노셀스키구의 시의원으로 선출되었다. 솔리다르노스트 팀은 이 지역 10개 의석 중 7개를 얻었고(통합 러시아는 나머지 3개 의석을 얻었다). 2017년 9월 25일 그는 취임했다. 2017년 10월 7일 일리야 야신은 모스크바 크라스노셀스키 자치구 대의원 평의회 의장으로 선출되었다.
야신이 취임 후 첫 발의한 법안 중 하나는 시 조례에 따라 퇴직 시의원에게 지급되는 일시금 보상을 취소하는 것이었다. 야신은 2017년 10월 모스크바 시 두마에 이 법안을 제출했다. 그 이유는 통합 러시아 당 소속의 전임자가 5개월치 급여에 해당하는 500,000 루블(미화 5,600달러)을 요청했기 때문이었다. 그녀는 요청된 금액이 자신의 재직 기간에 비해 절반 수준이며, 이러한 지급을 위해 책정된 시 예산이 다른 목적으로 사용될 수 없다고 주장했지만, 야신은 이러한 관행을 일종의 "황금 낙하산"이라고 간주했다. 2017년 12월, 야신은 시의회 의장에게 제공되는 운전기사가 있는 관용차를 포기했으며, 2018년 4월부터 이 차량은 해당 지역의 소규모 주민들을 위한 사회적 택시로 사용되기 시작했다.
2018년 4월 11일 야신은 모스크바 시장 선거에 출마하여 현직 세르게이 소뱌닌을 이기겠다고 발표했다.
2021년 6월 25일, 그는 "극단주의자"로 간주되어 다가오는 의회 선거 출마가 금지되었다. 그는 알렉세이 나발니에 대한 지지 때문이라고 생각한다고 밝혔다.

### 체포 및 수감
2022년 3월 4일, 블라디미르 푸틴 러시아 대통령은 러시아 군대와 그 작전에 대해 "고의로 허위 정보"를 게시하는 사람들에게 최대 15년의 징역형을 부과하는 2022년 러시아 전쟁 검열법 법안에 서명했다.
2022년 6월 27일, 일리야 야신은 모스크바 지역 경찰에 의해 모스크바에서 구금되었다. 6월 28일, 야신은 경찰관 불복종 혐의로 15일 구금형을 선고받았다. 야신은 이 사건이 정치적 동기에서 비롯되었으며 우크라이나 전쟁에 대한 그의 정치적 입장을 억압하려는 의도라고 주장했다.
7월 12일, 러시아 수사위원회는 야신을 러시아 군대 명예훼손 혐의로 기소했으며 그의 집을 수색했다. 7월 13일, 법원은 그의 재판 전 구금을 명령했다. 야신은 2022년 4월에 공개된 유튜브 영상에서 키이우 근처 교외 마을 부차에서 살해된 우크라이나 민간인들의 발견에 대해 논의한 혐의로 재판을 받았다. 검찰은 야신에게 9년형을 구형했다. 국제앰네스티와 다른 단체들은 그의 사건을 전쟁 비판자들에 대한 탄압의 일환으로 간주하며 즉시 석방할 것을 정부에 촉구했다.
12월 9일, 모스크바 법원은 야신에게 군대에 대한 "허위 정보 유포" 혐의로 부차 학살 상황에 대한 그의 진술에 대해 8년 6개월의 징역형을 선고했다. 그의 형벌은 군대에 대한 "허위" 정보를 유포하는 것을 범죄로 규정하는 새로운 법률에 따라 주어진 것 중 가장 가혹한 것이었다. 판결에 앞서 법정에서 한 최종 변론에서 야신은 다음과 같이 말했다: "마치 내 입을 꿰매어 영원히 말할 수 없게 할 것처럼. 모두 이것이 핵심이라는 것을 이해한다. 나는 침묵하기를 원하기 때문에 사회에서 격리되었다. 나는 살아있는 한 결코 침묵하지 않을 것이다. 나의 임무는 진실을 말하는 것이다. 나는 감옥에서도 진실을 포기하지 않을 것이다. 결국, 고전적인 인용구처럼: '거짓말은 노예의 종교이다.'"
야신은 러시아 대통령 블라디미르 푸틴에 대해 "강한 지도자는 침착하고 자신감이 있으며, 약한 자들만이 모두를 침묵시키고 어떤 반대도 불태우려 한다"고 말했다. 선고 전, 그는 푸틴에게 "이 광기를 즉시 멈추고, 우크라이나 정책이 잘못되었음을 인정하며, 군대를 영토에서 철수하고 외교적 분쟁 해결로 전환하라"고 촉구했다. 그는 푸틴에게 "당신은 아마도 우리를 결코 용서하지 않을 우크라이나 사람들에게 끔찍한 불행을 가져다주었다"고 덧붙였다.

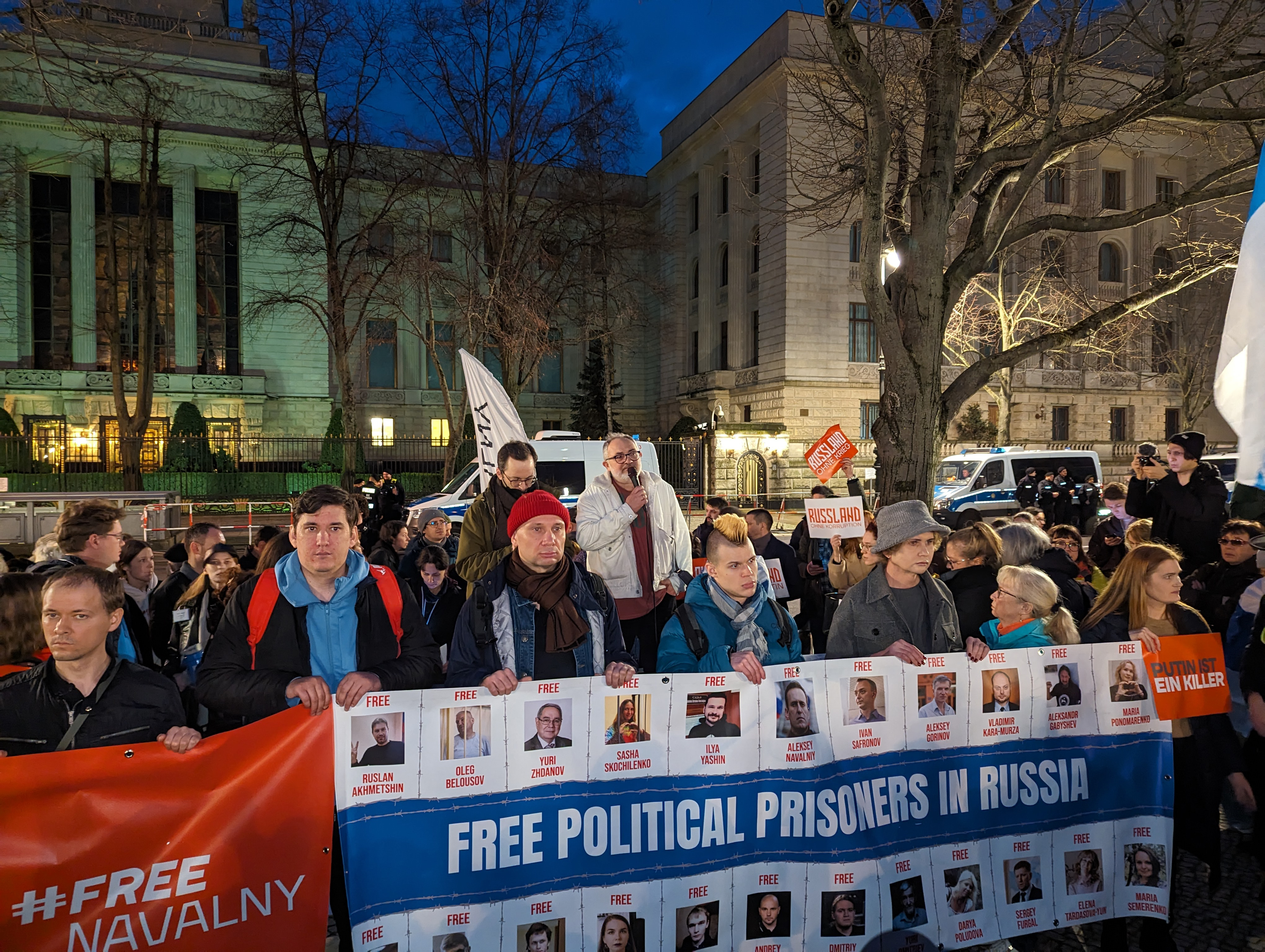
2024년 2월, 베를린 러시아 대사관 밖에서 야신을 포함한 러시아의 정치범 석방을 요구하는 시위

그는 최종 변론에서 "정부가 흘린 피에 대해 침묵하며 수치심에 불타는 것보다 정직한 사람으로 10년을 감옥에서 보내는 것이 낫다"고 말했다.
2023년 4월 19일, 야신은 모스크바 시 법원에서 8년 6개월 형에 대한 항소를 기각당했다. 법정에서의 연설에서 야신은 푸틴을 수배된 전쟁 범죄자라고 불렀으며, 푸틴의 전쟁 검열법이 검열을 명시적으로 금지하는 1993년 러시아 헌법을 위반한다고 말했다.
2024년 8월 1일, 야신은 그의 의지와는 상관없이 2024년 앙카라 포로 교환에 포함되어 서방 감옥에 수감되어 있던 여러 명의 유죄 판결을 받은 러시아 요원 및 기타 범죄자들과 교환되어 서방으로 추방되었다. 그러나 야신은 자신의 자유를 대가로 교환될 수감자 중 한 명이 2019년 독일에서 체첸 반체제 인사 젤림칸 칸고시빌리 살해 혐의로 종신형을 선고받았던 바딤 크라시코프였다는 사실을 비난했다.

## 선거 이력
| 후보        | 득표수 | %      |         |
| ----------- | ------ | ------ | ------- |
| 일리야 야신 | 919    | 37.24% | 당선 OK |
| 총계        | 2470   | 22.28% |         |
|             |        |        |         |
| 출처:       | 출처:  | [ 44 ] |         |

## 같이 보기
- 푸틴. 전쟁
- 2022년 러시아 전쟁 검열법

## 문헌
- Mickiewicz E. No Illusions: The Voices of Russia's Future Leaders. — Oxford University Press, 2014. — P. 198. — 288 p. — ISBN 9780199977857. — ISBN 0199977852.
- Putin's Opponents: Enemies of the People / The Associated Press. — Mango Media, 2015. — 198 p. — ISBN 9781633531826. — ISBN 1633531821.
- Bennetts M. I'm Going to Ruin Their Lives: Inside Putin's War on Russia's Opposition. — Oneworld Publications, 2016. — P. 99–101, 105, 149. — 320 p. — ISBN 9781780744322. — ISBN 1780744323.
- Lyytikainen L. Performing Political Opposition in Russia: The Case of the Youth Group Oborona. — Routledge, 2016. — 202 p. — (The Mobilization Series on Social Movements, Protest, and Culture). — ISBN 9781317082293. — ISBN 131708229X.